# Епархия Менонгве
Епархия Менонгве (лат. Dioecesis Menonguensis) — епархия Римско-Католической церкви с центром в городе Менонгве, Ангола. Епархия Менонгве входит в митрополию Лубанго. Кафедральным собором епархии Менонгве является церковь Пресвятой Девы Марии Фатимской.

## История
10 августа 1975 Римский папа Павел VI издал буллу «Qui pro supremi», которой учредил епархию Серпа-Пинту, выделив её из епархии Нова-Лисбоа (сегодня — Архиепархия Уамбо) и епархии Са-да-Бандейры (сегодня — архиепархия Лубанго). В этот же день епархия Серпа-Пинту вошла в митрополию Луанды.
3 февраля 1977 года епархия Серпа-Пинту вошла в митрополию Лубанго.
16 мая 1979 года епархия Серпа-Пинту была переименована в епархию Менонгве.

## Ординарии епархии
- епископ Francisco Viti (10.08.1975 — 12.09.1986) — назначен архиепископом Уамбо;
- епископ José de Queirós Alves C.SS.R.[1] (12.09.1986 — 3.05.2004) — назначен архиепископом Уамбо;
- епископ Mário Lucunde (3.05.2005 — по настоящее время).

## Источник
- Annuario Pontificio, Libreria Editrice Vaticana, Città del Vaticano, 2003, ISBN 88-209-7422-3
- Булла Qui pro supremi, AAS 67 (1975), стр. 646  (лат.)